# Michael Biehn
Michael Connell Biehn (Anniston, Alabama, 1956. július 31. –) amerikai színész.
Olyan filmek által lett közismert, mint a Terminátor – A halálosztó (1984), A bolygó neve: Halál (1986), A mélység titka (1989), a Tombstone – A halott város (1993) és A szikla (1996). 
Szerepelt a Zsarublues, A hét mesterlövész és a Kaland Bt. című televíziós sorozatokban. 

## Filmográfia

### Film
| Év   | Magyar cím                                          | Eredeti cím                          | Szerep                      | Magyar hang           |
| ---- | --------------------------------------------------- | ------------------------------------ | --------------------------- | --------------------- |
| 1978 | Grease                                              | Grease                               | Mike, kosaras               |                       |
| 1978 |                                                     | Coach                                | Jack Ripley                 |                       |
| 1980 |                                                     | Hog Wild                             | Tim Warner                  |                       |
| 1981 |                                                     | The Fan                              | Douglas Breen               |                       |
| 1983 | A fegyelem urai                                     | The Lords of Discipline              | John Alexander              |                       |
| 1984 | Terminátor – A halálosztó                           | The Terminator                       | Kyle Reese őrmester         | Haás Vander Péter     |
| 1986 | A bolygó neve: Halál                                | Aliens                               | Dwayne Hicks tizedes        | Rátóti Zoltán         |
| 1986 | A bolygó neve: Halál                                | Aliens                               | Dwayne Hicks tizedes        | Salinger Gábor        |
| 1987 | Sátáni megszállottság                               | Rampage                              | Anthony Fraser              | Csankó Zoltán         |
| 1988 | A hetedik jel                                       | The Seventh Sign                     | Russell Quinn               | Tóth Tamás            |
| 1988 |                                                     | In a Shallow Grave                   | Garnet Montrose             |                       |
| 1989 | A mélység titka                                     | The Abyss                            | Hiram Coffey hadnagy        | Felföldi László       |
| 1990 | Elit kommandó                                       | Navy SEALs                           | J ames Curran hadnagy       | Balkay Géza           |
| 1990 | Elit kommandó                                       | Navy SEALs                           | J ames Curran hadnagy       | Schnell Ádám          |
| 1990 | Elit kommandó                                       | Navy SEALs                           | J ames Curran hadnagy       | Kisfalusi Lehel       |
| 1991 | Időzített bomba                                     | Timebomb                             | Eddie Kay                   | Németh Gábor          |
| 1991 | Terminátor 2. – Az ítélet napja (rendezői változat) | Terminator 2: Judgment Day           | Kyle Reese                  | Bede-Fazekas Szabolcs |
| 1991 | K2                                                  | K2                                   | Taylor Brooks               | Haás Vander Péter     |
| 1993 | Zuhanás a halálba                                   | Deadfall                             | Joe Dolan                   | Haás Vander Péter     |
| 1993 | Zuhanás a halálba                                   | Deadfall                             | Joe Dolan                   | Hujber Ferenc         |
| 1993 | Tombstone – A halott város                          | Tombstone                            | Johnny Ringo                | F. Nagy Zoltán        |
| 1995 | Vakvágány                                           | In the Kingdom of the Blind          | Jackie Ryan (cameo)         | Kautzky Armand        |
| 1995 | Jade                                                | Jade                                 | Bob Hargrove nyomozó        | Haás Vander Péter     |
| 1995 | Crash – 40 millió dollár a tét                      | Breach of Trust                      | Casey Woods                 | Berzsenyi Zoltán      |
| 1996 | A szikla                                            | The Rock                             | Charles Anderson parancsnok | Kálloy Molnár Péter   |
| 1996 | A sivatagi hold titka                               | Mojave Moon                          | Boyd                        | Epres Attila          |
| 1997 | Halott ember ritkán táncol                          | Dead Men Can't Dance                 | Robert Hart                 |                       |
| 1997 |                                                     | The Ride                             | Smokey Banks                |                       |
| 1998 | Amerikai sárkányok                                  | American Dragons                     | Tony Luca nyomozó           | Csernák János         |
| 1998 | Susan terve                                         | Susan's Plan                         | Bill                        | Rékasi Károly         |
| 1998 | Susan terve                                         | Susan's Plan                         | Bill                        | Hanyecz Róbert        |
| 2000 |                                                     | Cherry Falls                         | Brent Marken seriff         |                       |
| 2000 | A harc mestere                                      | The Art of War                       | Robert Bly ügynök           | Mihályi Győző         |
| 2001 | Megiddó                                             | Megiddo: The Omega Code 2            | David Alexander elnök       | Kőszegi Ákos          |
| 2002 | Időstoppolók                                        | Clockstoppers                        | Henry Gates                 | Dózsa Zoltán          |
| 2005 | Ámok                                                | Havoc                                | Stuart Lang                 | Péter Richárd         |
| 2005 | Sárkány osztag                                      | Mang lung                            | Petros Angelo               |                       |
| 2006 |                                                     | The Insatiable                       | Strickland                  |                       |
| 2007 |                                                     | Spin                                 | Tony Russo                  |                       |
| 2007 | Grindhouse – Terrorbolygó                           | Grindhouse                           | Hague seriff                | Jakab Csaba           |
| 2007 | A szellemek havában                                 | They Wait                            | Blake O'Connell (cameo)     |                       |
| 2008 | Stiletto                                            | Stiletto                             | Lee                         | Epres Attila          |
| 2009 | Grace megmentése                                    | Saving Grace B. Jones                | Landy Bretthorse            | Holl Nándor           |
| 2009 | A vér utcái                                         | Streets of Blood                     | Michael Brown ügynök        | Epres Attila          |
| 2010 |                                                     | Psych 9                              | Marling nyomozó             |                       |
| 2010 |                                                     | Bereavement                          | Jonathan Miller             |                       |
| 2010 |                                                     | The Blood Bond                       | John Tremayne               |                       |
| 2011 | Szédületes éjszaka                                  | Take Me Home Tonight                 | Bill Franklin rendőr        | Csankó Zoltán         |
| 2011 | Hasadás                                             | The Divide                           | Mickey                      | Epres Attila          |
| 2011 | Defekt                                              | Puncture                             | 'Red'                       | Katona Zoltán         |
| 2011 |                                                     | The Victim                           | Kyle Limato                 |                       |
| 2011 |                                                     | Yellow Rock                          | Tom Hanner                  |                       |
| 2012 |                                                     | Jacob                                | Lawrence Kell               |                       |
| 2012 |                                                     | Sushi Girl                           | Mike (cameo)                |                       |
| 2013 |                                                     | Treachery                            | Henry                       |                       |
| 2013 |                                                     | The Night Visitor                    | Walker ügynök               |                       |
| 2014 |                                                     | The Legend of DarkHorse County       | jövőbeli Jon Ford           |                       |
| 2014 |                                                     | Tapped Out                           | Reggie Munroe               |                       |
| 2014 |                                                     | The Dark Forest                      | Peter                       |                       |
| 2014 |                                                     | Hidden in the Woods                  | Oscar Crocker               |                       |
| 2015 | A Skorpiókirály 4. – Harc a hatalomért              | The Scorpion King 4: Quest for Power | Yannick király              | Honti Molnár Gábor    |
| 2016 |                                                     | Psychopath                           | apa                         |                       |
| 2016 |                                                     | She Rises                            | Daddy Long Legs             |                       |
| 2016 |                                                     | The Night Visitor 2: Heather's Story | Walker ügynök               |                       |
| 2017 | Árnyék hatás                                        | The Shadow Effect                    | Hodge seriff                | Kőszegi Ákos          |
| 2019 |                                                     | Red Handed                           | Reynolds                    |                       |
| 2020 |                                                     | Killer Weekend                       | Dr. Carol                   |                       |
| 2024 |                                                     | The Red                              | Schmitty                    |                       |
| 2024 |                                                     | The Lockdown                         | Max Hightower               |                       |
| 2025 | Predatorː Gyilkosok gyilkosa                        | Predator: Killer of Killers          | Vandy (hangja)              |                       |

### Televízió

#### Tévéfilm
| Év   | Magyar cím                   | Eredeti cím                          | Szerep                     | Magyar hang       |
| ---- | ---------------------------- | ------------------------------------ | -------------------------- | ----------------- |
| 1978 |                              | Zuma Beach                           | J.D.                       |                   |
| 1978 |                              | A Fire in the Sky                    | Tom Rearden                |                   |
| 1979 |                              | Steeletown                           | 'Gibby' Anderson           |                   |
| 1979 |                              | The Paradise Connection              | Larry                      |                   |
| 1983 |                              | China Rose                           | Daniel Allen               |                   |
| 1984 |                              | Das Martyrium des heiligen Sebastian | Szent Sebestyén            |                   |
| 1985 | Gyilkos szándékok            | Deadly Intentions                    | Dr. Charles Raynor         |                   |
| 1985 |                              | Die Nacht aus Blei                   | Eselein                    |                   |
| 1992 | Pokol a tengeren             | A Taste for Killing                  | Bo Landry                  | Haás Vander Péter |
| 1993 | Gúzsba kötve                 | Strapped                             | Matthew McRae              | Rékasi Károly     |
| 1994 | Vérvörös                     | Deep Red                             | Joe Keyes                  | Mihályi Győző     |
| 1996 | Halálos talány               | Conundrum                            | 'Stash' Horvak nyomozó     |                   |
| 1997 | Asteroid – Ránk szakad az ég | Asteroid                             | Jack Wallach FEMA-igazgató |                   |
| 1999 | Ezüst farkas                 | Silver Wolf                          | Roy McLean                 | Kőszegi Ákos      |
| 2000 | Nukleáris kapcsoló           | Chain of Command                     | Craig Thornton ügynök      | Tarján Péter      |
| 2002 | Börtön pszicho               | Borderline                           | Macy Kobacek nyomozó       | László Zsolt      |
| 2004 | Butch és Sundance legendája  | The Legend of Butch & Sundance       | Mike Cassidy               |                   |

#### Sorozat
| Év        | Magyar cím                       | Eredeti cím                  | Szerep                  | Megjegyzések                                   |
| --------- | -------------------------------- | ---------------------------- | ----------------------- | ---------------------------------------------- |
| 1977      |                                  | James at 15                  | Tony                    | 1 epizód                                       |
| 1977      |                                  | Logan's Run                  | Sandman                 | 1 epizód                                       |
| 1978–1979 |                                  | The Runaways                 | Mark Johnson            | 17 epizód                                      |
| 1979      |                                  | Family                       | Jake                    | 1 epizód                                       |
| 1979      |                                  | ABC Afterschool Special      | Seth                    | 1 epizód                                       |
| 1984      | Zsarublues                       | Hill Street Blues            | Randall Buttman rendőr  | 3 epizód                                       |
| 1995      |                                  | Aventures dans le Grand Nord | Blake / Philip Thornton | 1 epizód                                       |
| 1998–2000 | A hét mesterlövész               | The Magnificent Seven        | Chris Larabee           | - 22 epizód - magyar hangja: - Kőszegi Ákos    |
| 2002–2003 | Kaland Bt.                       | Adventure Inc.               | Judson Cross            | 22 epizód                                      |
| 2004      |                                  | Hawaii                       | Sean Harrison           | 8 epizód                                       |
| 2006      | Esküdt ellenségek: Bűnös szándék | Law & Order: Criminal Intent | Leland Dockerty         | 1 epizód                                       |
| 2009      | Gyilkos elmék                    | Criminal Minds               | Ron Fullwood nyomozó    | 1 epizód                                       |
| 2009      | Sötét zsaruk                     | Dark Blue                    | Jay Frye hadnagy        | 1 epizód                                       |
| 2014      |                                  | 24 Hour Rental               | 'Buzz'                  | 12 epizód                                      |
| 2014      | Csikorgó acél                    | Métal Hurlant Chronicles     | Jones seriff            | 1 epizód                                       |
| 2019      | Kijárási tilalom                 | Curfew                       | 'Roadkill' Jim          | 1 epizód                                       |
| 2020      | A Mandalóri                      | The Mandalorian              | Lang                    | - 1 epizód - magyar hangja: - Gyabronka József |
| 2022      | The Walking Dead                 | The Walking Dead             | Ian                     | 1 epizód                                       |
| 2023      |                                  | Law & Order: Organized Crime | David Carver            | 1 epizód                                       |